# Albosaggia
Albosaggia ist eine italienische Gemeinde in der Region Lombardei in der Provinz Sondrio.

## Lage und Einwohner
Albbosaggio liegt 4 Kilometer südlich von der Provinzhauptstadt Sondrio an der Mündung des Bach Mallero in den Fluss Adda. Zur Gemeinde gehören die Ortsteile (Fraktionen) Segrada, Porto, Torchione, Moia und Centro. Die Gemeinde hat 2998 Einwohner (Stand 31. Dezember 2023) auf einer Fläche von 34 km².
Die Nachbargemeinden sind Caiolo, Castione Andevenno, Faedo Valtellino, Montagna in Valtellina, Piateda und Sondrio.

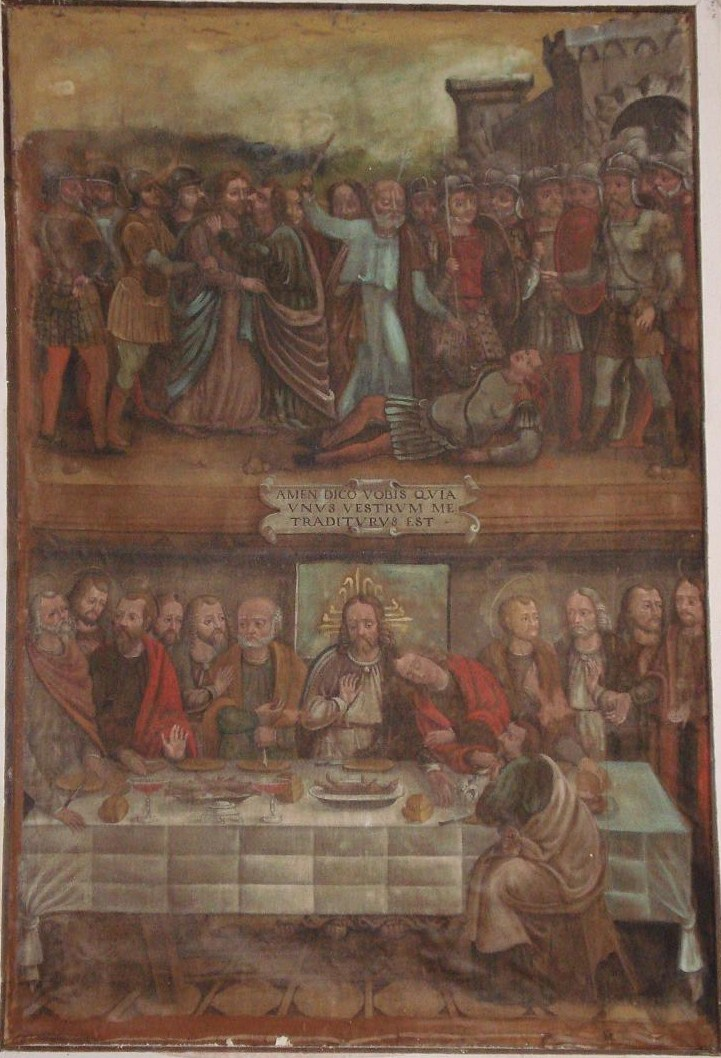
Oratorium San Ciriaco, Fresko

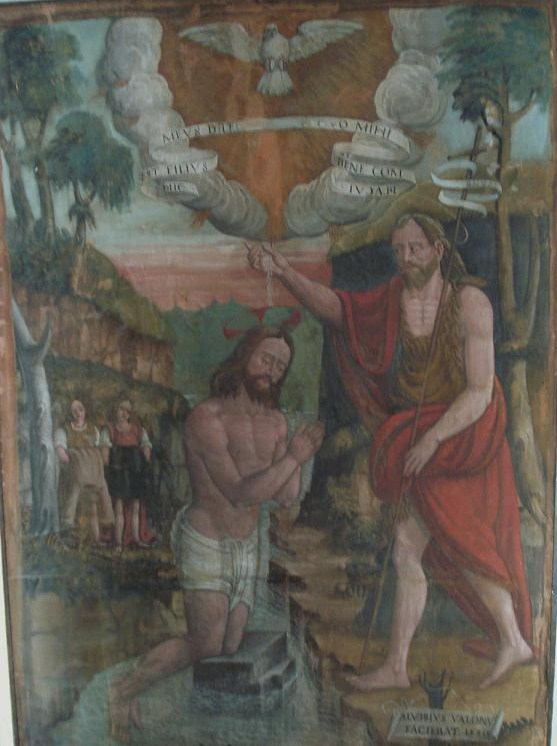
Oratorium San Ciriaco, Fresko

## Sehenswürdigkeiten
- Pfarrkirche Santa Caterina d’Alessandria
- Oratorium San Ciriaco mit Fresken

## Gemeindepartnerschaft
- Beaufort

## Persönlichkeiten
- Romualdo Bonfadini (* 16. September 1831 in Albosaggia; † 14. Oktober 1899 in Sondrio) war ein italienischer Journalist und Politiker.
- Graziano Boscacci (* 1969), Skibergsteiger